# Água de Alibour

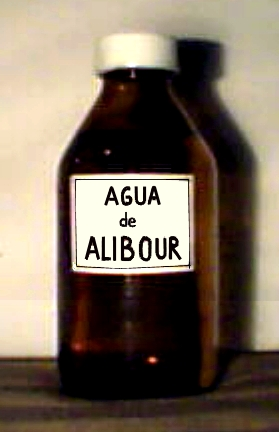
Água de Alibour envasada.

A água de Alibour ou água D'Alibour é uma solução, formada pelos sulfatos de cobre e zinco, álcool cânforado, água e tintura de açafrão. Tem cor azul claro e transparente e seu odor é levemente cânforado. É utilizada pela medicina como adstringente e antisséptico nos casos de impetigo, piodermites e ferimentos.
Existem duas modalidades de água de Alibour a fraca e a forte. O preparo da água de Alibour fraca é dado pela diluição da água de Alibour forte ao décimo.
Deve ser conservada em em recipientes bem fechados de vidro âmbar.